# Žablje
Žablje – wieś w Słowenii, w gminie miejskiej Kranj. W 2018 roku liczyła 35 mieszkańców. 